# Unravel
Pour l’article homonyme, voir Unravel (musique).
Unravel est un jeu vidéo de plates-formes et de réflexion développé par Coldwood Interactive et édité par Electronic Arts, sorti le 9 février 2016 sur PlayStation 4, Xbox One et Microsoft Windows,. Annoncé à l'occasion de l'E3 2015, le joueur incarne Yarny, un petit personnage rouge fait de laine,. Une suite intitulée Unravel Two est sortie en mars 2019. Dans ce jeu vidéo, vous aller découvrir un monde où vous évoluerez de niveaux en niveaux dans une émouvante histoire pour récupérer les souvenirs d'une famille oubliée. Yarn veut dire fil en anglais. Et c'est avec ce petit personnage formé d'un simple fil de laine qui se déroule lentement au cours de son voyage que vous traverserez les merveilles et les dangers d'un environnement naturel inspiré des paysages du nord de la Scandinavie.

## Système de jeu
Le joueur incarne Yarni une pelote de laine qui parcourt le monde et interagit avec la nature.

## But du jeu
Au début du jeu, on se retrouve devant un album photos qu'il faudra remplir a l'aide de souvenirs que l'on trouvera dans chaque niveau. Il existe 11 tableaux (niveaux) plus un si on compte le tableau «renouveau» qui est la deuxième partie du 11e  tableau. Chaque tableau se joue en allant de gauche à droite en enchainant une succession d'énigmes entre les phases de plateforme.

## Développement
Le jeu a été réalisé par une équipe suédoise, avec Jakob Marklund à la programmation, Håkan Dalsfelt et Martin Sahlin à la conception et Dick Adolfsson pour la partie artistique, et dépeint différentes régions du pays.

## Bande-son
Henrik Oja (sv) et Frida Johansson (violiniste et musicienne du groupe Kraja (sv)), inspirée par la musique folklorique suédoise de type vemod (sv) (signifiant « belle mélancolie »).